# Йосипівка (Баранівська міська громада)
Йосипі́вка (до 1946 року — Юзефівка) — село в Україні, у Баранівській міській територіальній громаді Звягельського району Житомирської області. Населення становить 337 осіб (2001).

## Населення

### Мова
Розподіл населення за рідною мовою за даними перепису 2001 року:
| Мова       | Відсоток |
| ---------- | -------- |
| українська | 99,11 %  |
| російська  | 0,89 %   |

## Історія
Перша згадка про село датована 1601 роком.
1905 року сталося заворушення селян проти поміщика.
У 1906 році — Юзефівка, село Баранівської волості Новоград-Волинського повіту  Волинської губернії. Відстань від повітового міста 49 верст, від волості 4. Дворів 87, мешканців 619.
Радянську владу встановлено в січні 1918 року.
Під час Великої Вітчизняної війни 56 йосипівців боролися проти фашистів, 29 з них загинуло. За героїзм, виявлений у боротьбі з німецько-фашистськими загарбниками, 54 жителі села нагороджені орденами й медалями.
В Йосипівці встановлено пам'ятник радянському льотчику А. К. Щукіну, який загинув у селі 1941 року.
27 липня 2016 року село увійшло до складу новоствореної Баранівської міської територіальної громади Баранівського району Житомирської області. Від 19 липня 2020 року, разом з громадою, в складі новоствореного Новоград-Волинського (згодом — Звягельський) району Житомирської області.